# Konwój PK-20
PK-20 – konwój morski z okresu II wojny światowej z Peczengi do Zatoki Kolskiej. Pomimo licznej eskorty konwój stracił radziecki statek handlowy „Proletarij”, który został storpedowany 5 grudnia 1944 roku przez niemiecki okręt podwodny U-995.

## Konwój i jego eskorta
W skład konwoju PK-20 wchodziły 3 radzieckie statki: „Selenga”, „Spartak” i „Proletarij” . Eskortę konwoju stanowiło sześć radzieckich okrętów: cztery patrolowce typu BO i dwa ścigacze okrętów podwodnych typu MO .

## Przebieg operacji
Konwój rozpoczął swój rejs w grudniu 1944 roku, opuszczając Peczengę i kierując się w stronę Zatoki Kolskiej . 4 grudnia konwój został zauważony przez niemiecki okręt podwodny U-995 . 5 grudnia o godzinie 0:15 znajdujący się od strony lądu U-Boot wystrzelił w kierunku zbudowanego w 1905 roku parowca „Proletarij” (o pojemności 1123 BRT) pojedynczą torpedę FAT, która trafiła statek około 15 mil na północ od Przylądka Cypnawołok . O godzinie 2:03 okręt podwodny wystrzelił kolejną torpedą, która także okazała się celna, jednak statek nie tonął . U-995 wystrzelił więc trzecią torpedę, która spowodowała zatonięcie statku o godzinie 4:16 na pozycji 69°57′N 32°53′E/69,950000 32,883333 . Na pokładzie statku oprócz 33 członków załogi i 10 artylerzystów przebywało także 13 pasażerów; w katastrofie zginęło 21 członków załogi, sześciu artylerzystów i dwóch pasażerów, którzy zamarzli w lodowatej wodzie (w tym kapitan Paweł G. Iżmiakow, który wprawdzie został uratowany, ale zmarł w wyniku hipotermii . Rozbitkowie, którzy przeżyli, zostali uratowani przez ścigacz okrętów podwodnych MO-426  . Dwa eskortowce bezskutecznie poszukiwały napastnika, który zdołał oddalić się od miejsca ataku, a konwój podążył dalej ochraniany przez pozostałe trzy jednostki .

## Podsumowanie
Liczący trzy statki handlowych i sześć okrętów eskorty konwój PK-20 utracił jeden statek handlowy o pojemności 1123 BRT – „Proletarij”, który został zatopiony przez U-995. U-Boot po ataku wycofał się nie odnosząc żadnych uszkodzeń .